# Bolitoglossa orestes
Bolitoglossa orestes é uma espécie de anfíbio caudado pertencente à família Plethodontidae, sub-família Plethodontinae.